# Creu d'Enric de la Torre 1
La Creu d'Enric de la Torre 1 són les restes d'una antiga creu de terme de Sant Salvador de Guardiola (Bages) situada a l'esplanada que dona accés del mas Enric de la Torre, vora el camí
Se'n conserva la base, de planta quadrada, sobre la qual s'assenta un pedestal cilíndric, que sembla aprofitat d'un corró. Al damunt resta una part del fust de la columna, de secció més o menys quadrada. Tots els elements són de pedra. La part superior, amb una creu també de pedra, es va esfondrar pels volts de 1990. Uns 150 metres en direcció sud-est hi ha una altra creu de terme, la Creu d'Enric de la Torre 2.